# Copenhagen Sprint (prova masculina)
El Copenhagen Sprint és una cursa ciclista de carretera d'un dia que es disputa a Dinamarca en categoria femenina i masculina i que forma part de l'UCI Women's WorldTour i de l'UCI World Tour a partir de la temporada 2025. Es corre a l'illa Zealand, la més poblada del país, i té el final a Copenhagen. En paral·lel, els carrers de la ciutat també viuen diversos esdeveniments ciclistes i actes polítics per a promocionar el ciclisme.

## Història
La cursa es va anunciar per primera vegada el desembre de 2023, quan els organitzadors van anunciar que se celebraria per primer cop el 2025 tant per a dones com per a homes, havent arribat a un acord amb l'UCI per tres anys. El 17 de juny de 2024, es van fer públics els recorreguts de les dues proves, essent aquests molt plans, fet que fa preveure arribades a l'esprint. Quan l'octubre de 2024 es va oficialitzar el calendari de la temporada següent, es va confirmar que la prova se celebraria per primer cop el juny de 2025 i que formaria part de l'UCI Women's WorldTour 2025 i de l'UCI World Tour 2025.

## Recorregut
La cursa s'inicia al Museu de vaixells vikings de Roskilde i passa per Frederikssund, Hillerød, Humlebæk (només els homes) i Ballerup. Llavors, s'entra a Copenhagen, on hi ha un circuit urbà de 10 quilòmetres amb el final al costat de la National Gallery of Denmark. Els homes fan 5 voltes al circuit per completar 230 quilòmetres de recorregut total.

## Palmarès
| Any  | Vencedor    | Segon         | Tercer            |
| ---- | ----------- | ------------- | ----------------- |
| 2025 | Jordi Meeus | Alexis Renard | Émilien Jeannière |
| 2026 |             |               |                   |